# Rivodutri
Rivodutri ist eine italienische Gemeinde mit 1137 Einwohnern (Stand 31. Dezember 2023) in der Provinz Rieti in der Region Latium.

## Geographie
Rivodutri liegt 94 km nordöstlich von Rom, 29 km östlich von Terni und 17 km nördlich von Rieti.
Es liegt am Nordrand des Hochtals Conca Di Rieti umgeben von den Bergen der Reatinischen Abruzzen. Das Gemeindegebiet erstreckt sich von 370 bis 1700 m s.l.m.
Rivodutri ist Mitglied der Comunità Montana Montepiano Reatino.
Zur Gemeinde gehören die Ortsteile Apoleggia, Cepparo, Piedicolle und Villaggio Santa Maria.
Die Gemeinde liegt in der Erdbebenzone 2 (mittel gefährdet).
Die Nachbargemeinden sind Colli sul Velino, Leonessa, Morro Reatino, Poggio Bustone, Polino (TR), Rieti.

### Verkehr
Das Gemeindegebiet von Rivodutri wird von der Strada Stadale SS 79 Ternana, die Rieti mit Terni verbindet, erschlossen.
Der nächste Bahnhof liegt in Contigliano an der Bahnstrecke Terni–Sulmona in 19 km Entfernung.

## Geschichte
Rivodutri wurde im Jahr 1010 erstmals erwähnt.

## Bevölkerungsentwicklung
| Jahr      | 1861 | 1881 | 1901 | 1921 | 1936 | 1951 | 1971 | 1991 | 2001 |
| --------- | ---- | ---- | ---- | ---- | ---- | ---- | ---- | ---- | ---- |
| Einwohner | 1226 | 1358 | 1563 | 1574 | 1604 | 1541 | 1220 | 1295 | 1278 |

Quelle: ISTAT

## Politik
Michele Paniconi (Lista Civica: Insieme Per Rivodutri) wurde am 26. Mai 2019 zum neuen Bürgermeister gewählt.

### Partnergemeinden
- Candelario in der Region Kastilien und León
- Seregélyes in Ungarn